# 莫内斯迈卡希加尔
莫内斯迈卡希加尔，是西班牙阿拉贡自治区韦斯卡省的一个市镇。总面积63平方公里，总人口98人（2001年），人口密度2人/平方公里。